# Эйстон, Джордж

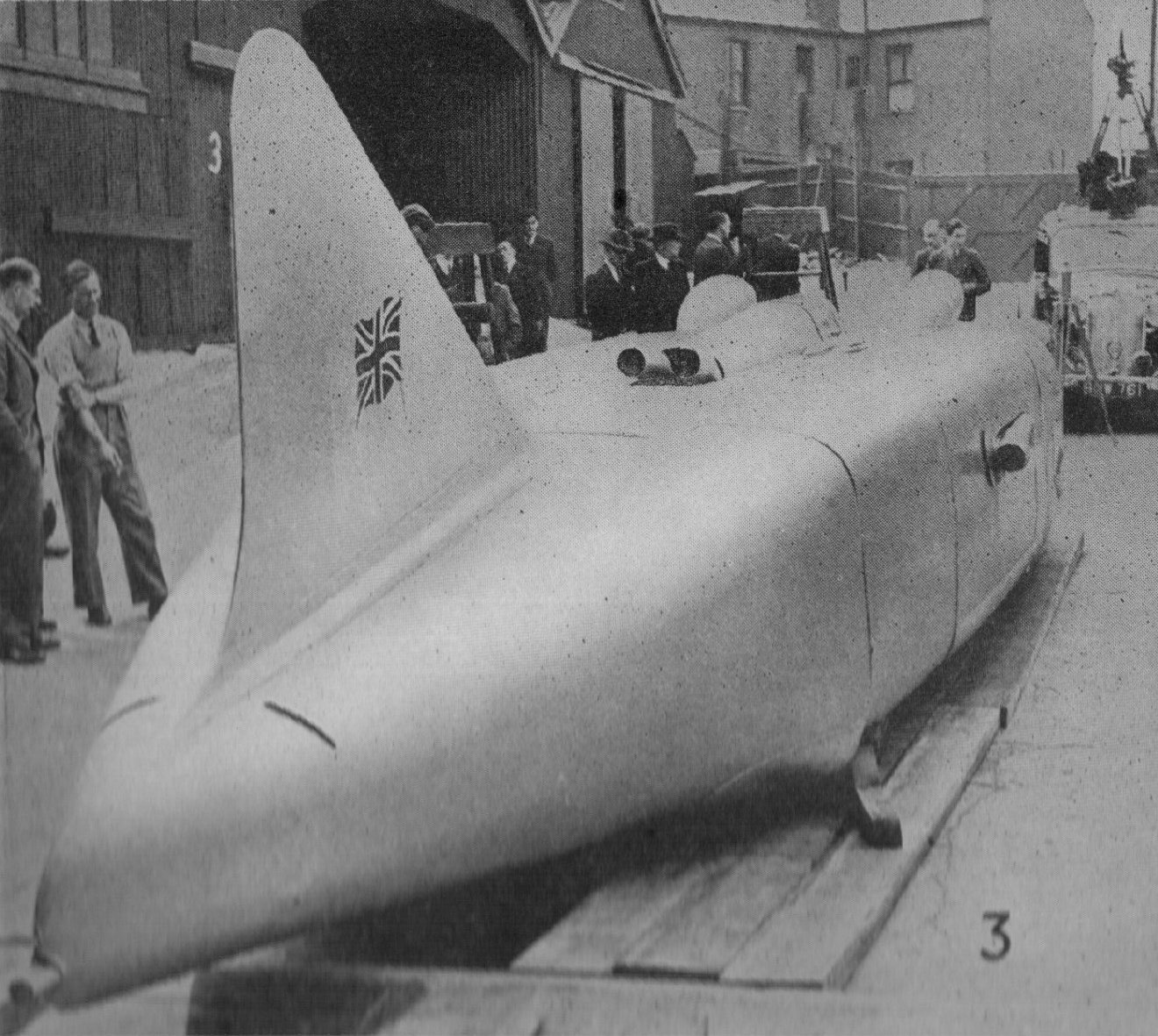
Рекордный автомобиль.

Капитан Джордж Эдвард Томас Эйстон (англ. George Edward Thomas Eyston; 28 июня 1897, Бамптон, Оксфордшир — 11 июня 1979, Ламбет, Большой Лондон) — британский автогонщик, инженер и изобретатель, автор трёх рекордов скорости на автомобиле, кавалер Военного креста и ордена Британской империи.

## Биография
Джордж Эйстон получил образование в Стонихерст-колледже и Тринити-колледже (Кембриджский университет). Его инженерное образование в Кембридже было прервано Первой мировой войной, когда он был зачислен в Дорсетский полк, а затем служил в Королевской полевой артиллерии. После войны он вернулся в Тринити-колледж и был капитаном Первого лодочного клуба Тринити.
Гоночная карьера Эйстона началась до Первой мировой войны, когда он был ещё школьником и ездил на мотоциклах под вымышленным именем. После войны (в которой он был награждён Военным крестом) он вернул своё прежнее имя, перешёл к автомобильным гонкам и участвовал в европейских шоссейных гонках, особенно в гонках, организованных фирмой Bugatti (успешной для Эйстона была гонка 1921 года) и Гран-при Франции 1926 года.
Позже он стал широко известен благодаря гоночным автомобилям фирмы MG Cars с нагнетателями, таким как Magic Midget и K3 Magnette. [7] На автомобиле K3 Magnette он участвовал в гонке 1933 года на острове Мэн, гонке 1934 года RAC Tourist Trophy в Северной Ирландии и Mille Miglia 1934 года.
Он установил дизельный двигатель от автобуса AEC на автомобиль, построенный на шасси автомобиля Chrysler, и использовал его, чтобы установить рекорды скорости в Бруклендсе, достигнув скорости 100,75 миль/час в 1933 и 106 миль/час в 1936 году.
В 1935 году он был одним из первых британских гонщиков, поехавших на соляное озеро Бонневилль в штате Юта на своей гоночной машине Speed of the Wind, предназначенной для 24- и 48-часовых гонок.
Сегодня Эйстон наиболее известен благодаря рекордам наземной скорости, установленным на его автомобиле Thunderbolt. В период с 1937 по 1939 год он установил три новых рекорда наземной скорости, установленных Малкольмом Кэмпбеллом на автомобиле Campbell-Railton Blue Bird, но Джон Кобб превзошел этот результат вдвое.
В последующие годы Эйстон, как менеджер соревнований Castrol, помогал Коббу в попытке установить рекорд скорости на воде на реактивном катере Crusader. Он также участвовал в разработке своего автомобиля Thunderbolt на заводе Bean Cars в Типтоне (Стаффордшир, ныне Уэст-Мидлендс).
Как инженер и изобретатель, он получил ряд патентов в области автомобилестроения и, в частности, наддува.
Во время Второй мировой войны Эйстон работал в различных организациях, связанных с промышленностью, и был региональным контролёром в Министерстве производства.

## Награды
- Военный крест (18 июля 1917 года)[17];
- Приз Сигрейва (1935)[18];
- Орден Почётного легиона (1938)[19];
- Орден Британской империи (1948)[20].